# Galería
Pour un article plus général, voir sierra d'Atapuerca.
Galería, ou Trinchera Galería (TG), est un aven qui s'est rempli entre il y a 350 000 et un peu moins de 200 000 ans,,, et qui a livré de nombreux outils paléolithiques. Cette profusion d'artéfacts en pierre dans les différentes zones de la grotte, apportés à la lumière du puits pour dépecer du gibier pris au piège, nous renseigne sur l'évolution technologique acheuléenne de la région sur cette période. Situé dans la sierra d'Atapuerca, près de Burgos en Espagne, Galería est le premier site fouillé de la Trinchera del Ferrocarril. Au contraire des autres sites voisins, on y a trouvé très peu de fossiles humains : un fragment de mandibule en 1976 dont on ignore la strate d'origine, et un fragment de crâne avec fontanelle. Les campagnes de fouille se sont ensuite échelonnées de 1981 à 1996 puis de 2001 à 2010. Une dernière campagne a récemment repris pour terminer les fouilles des niveaux supérieurs. Comme le reste de la sierra d'Atapuerca, le site est classé au patrimoine mondial.

## Stratigraphie et datations

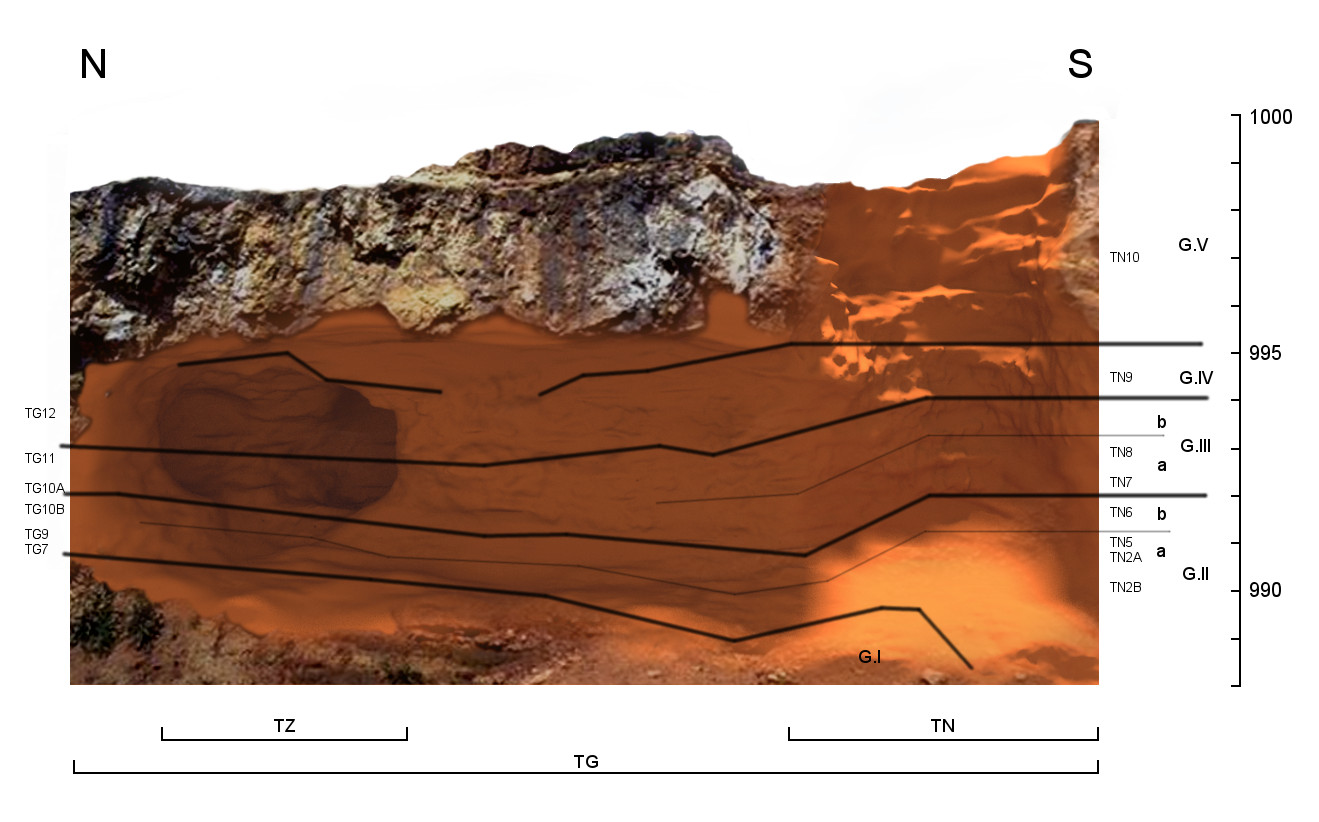
Galería aujourd'hui, découpée le long de la Trinchera del Ferrocarril : à droite, le puits (TN) donne dans la galerie (TG) qui mène à la Covacha de los Zarpazos (TZ), la chambre à gauche.

Le complexe de Galería a une profondeur d'environ 12 m, une largeur de 18 m et une hauteur de 14 m. Galería désigne l'ensemble d'un système composé de trois parties : la principale est Trinchera Galeria (TG). Elle rejoint une petite chambre d'un côté, la Covacha de los Zarpazos (TZ). De l'autre elle communique avec la surface par un puits : c'est la portion Tres Simas Boca Norte (TN). 
Cinq phases de remplissages sédimentaires ont été distinguées, de GI à GV, de la base au sommet. Les couches qui ont apporté des artéfacts sont les unités GII et GIII. 
- GI : archéologiquement stérile, on y trouve aussi la limite Brunhes-Matuyama (il y a 781 000 ans) à son tiers supérieur. On retrouve cette limite à la fin de la chronologie de Gran Dolina. L'ouverture de Galería est donc très postérieure à la fermeture de la Gran Dolina[10]. GI a été réévaluée à environ 350 000 ans en 2014[1].
- Les remplissages GII et suivants sont en discordance angulaire et érosive : ils sont allochtones, ce sont les sédiments arrivés de l'extérieur qui ont progressivement rempli l'aven. GII est elle-même séparée en deux sous-unités, a et b : GIIa a été datée entre 350 000[3] et 600 000 ans[4], mais est forcément limitée par la dernière datation de GI à 350 000 ans. Au-dessus, GIIb est datée d'environ 250 000 ans[3].
- GIII est datée d'environ 250 000 ans également [4],[2],[3], et est elle aussi décomposée en deux sous-unités a et b.
- Enfin les niveaux suivants sont à nouveau archéologiquement stériles. Ils remplissent le puits et scellent la grotte il y a un peu moins de 200 000 ans[10],[2],[3],[4],[11].

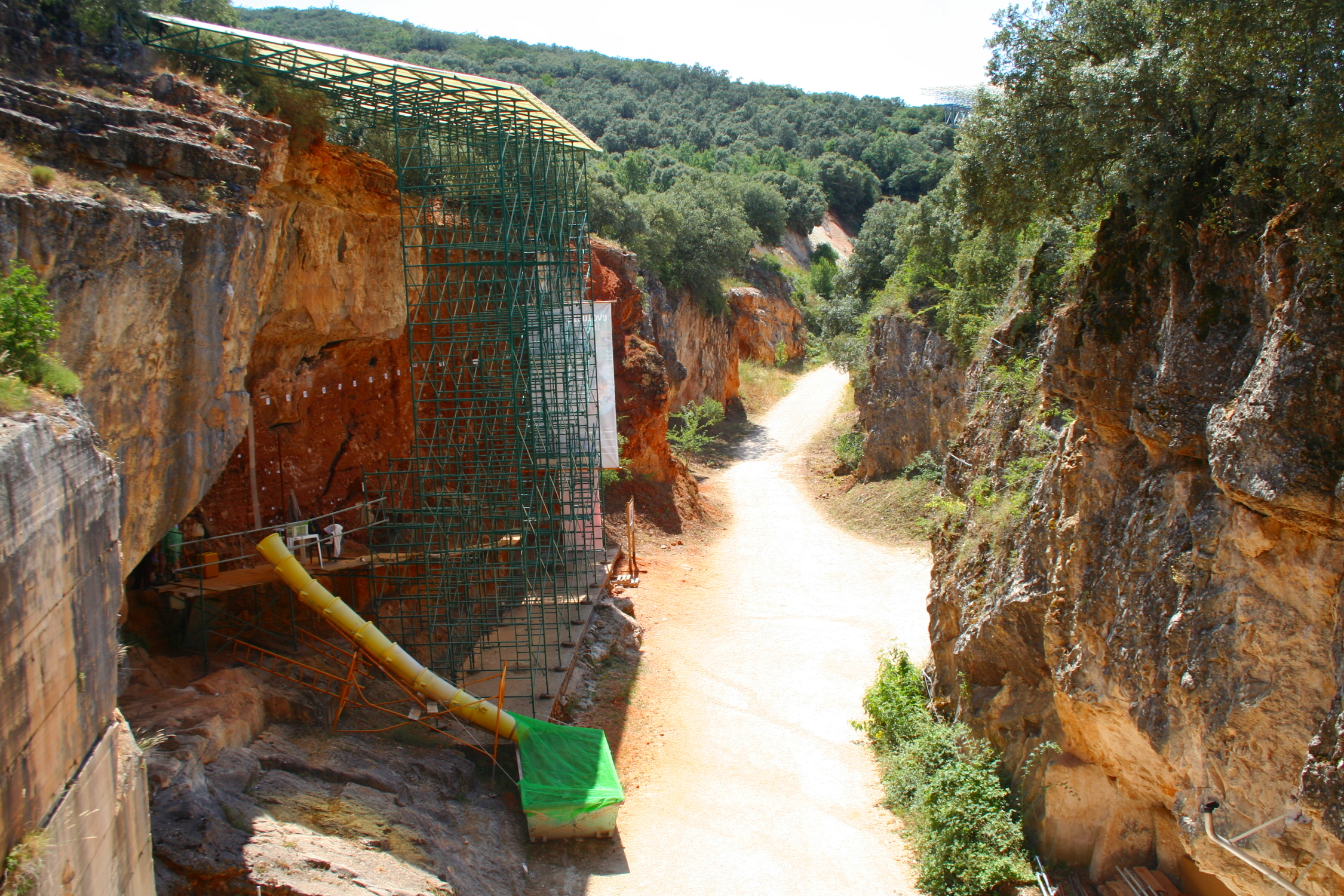
Galería dans la Trinchera, vue depuis l'échafaudage de Gran Dolina.

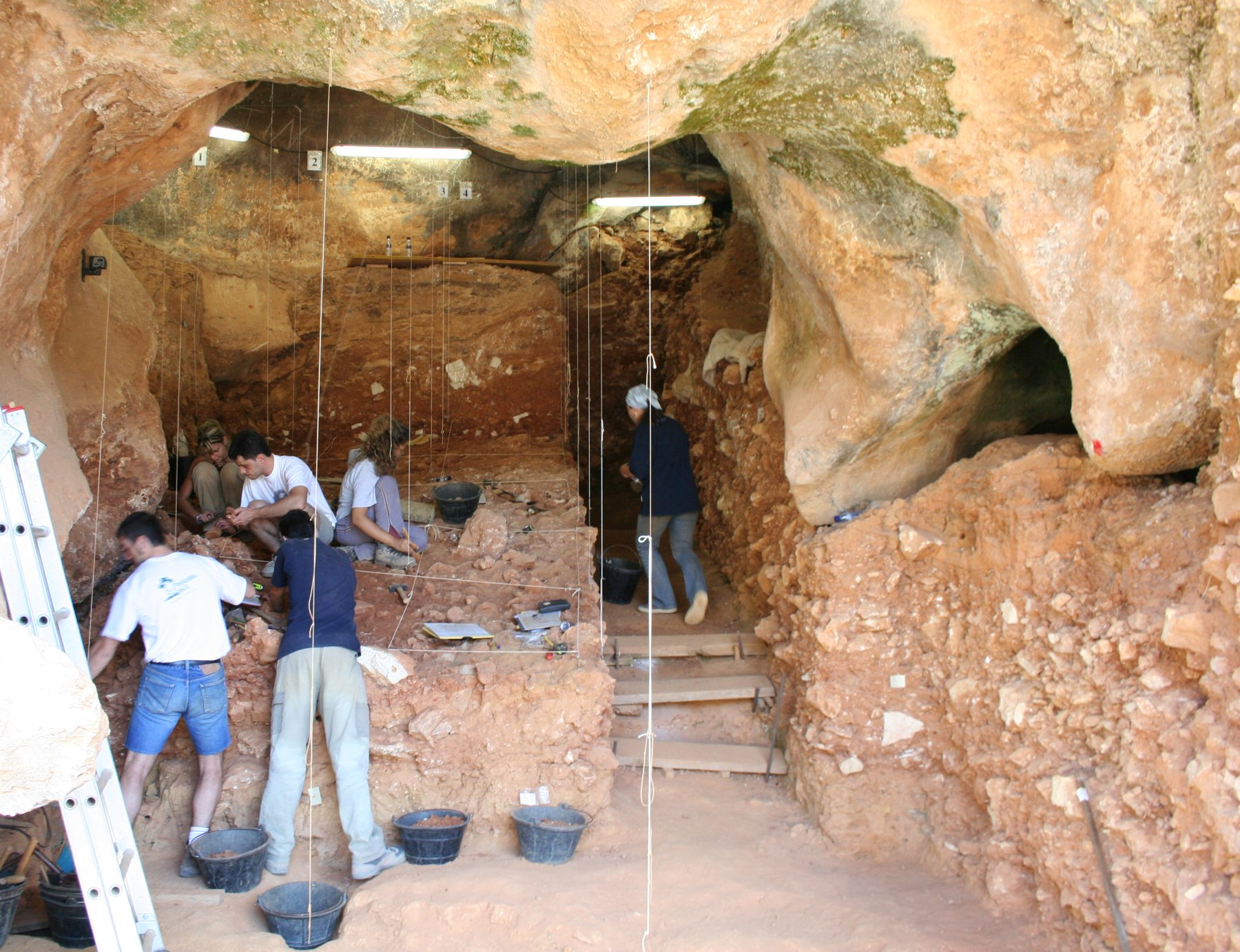
Les fouilles dans la Covacha de los Zarpazos.

## Découvertes
Seuls deux fossiles humains ont été mis au jour à Galería, mais ne sont malheureusement pas exploitables. Il s'agit d'une portion de mandibule et d'un morceau de crâne avec fontanelle. L'intérêt de Galería est bien plutôt la quantité d'artéfacts lithiques découverts, qui nous renseignent sur les techniques de l'acheuléen et la façon dont la grotte a été utilisée. Rares et occasionnelles, les occupations visaient à profiter d'herbivores tombés dans le puits, et c'est d'ailleurs sous le puits que l'essentiel des outils ont été retrouvés : la taille de la pierre et le dépeçage des carcasses se faisaient à la lumière. 

### Faune
Les principaux restes d'animaux rencontrés représentent des mégacéros, des Hemitragus, des cerfs élaphes, des daims, des bisons, des Stephanorhinus, des chevaux sauvages, des ânes européens, des ours de Deninger, des lions, des lynx pardelles, des chats et chiens sauvages, des loups, des renards, des blaireaux, des belettes, des  furets. On y trouve aussi quelques micromammifères et des oiseaux. Cette faune indique un milieu montagnard tempéré et forestier.
Sur les os, des stries de décarnisation montrent un accès primaire des hommes au gibier tombé par le puits TN, donc dans une situation de compétition avec d'autres carnivores. Mais moins de 1,2% des os ont été brisés par des hommes, le site n'a donc pas servi à la consommation directe. Les carnivores eux, surtout les canidés, parfois des hyénidés et des félidés, consommaient bien sûr in situ, et ont pu accéder à des carcasses déjà dépouillées par des humains.

### Fossiles

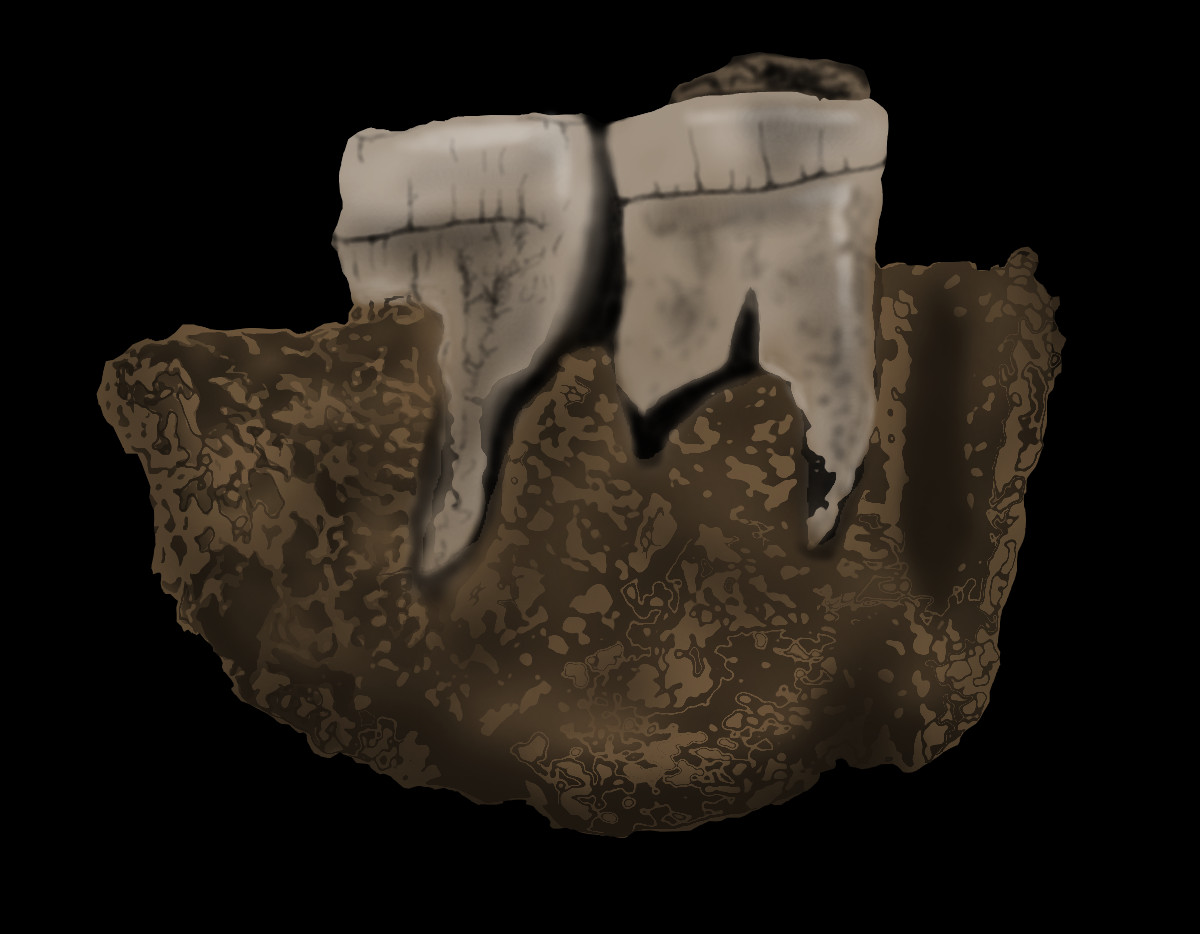
Fragment de mandibule humaine de Galería trouvé en 1976.

Le fossile AT76-T1H est un petit fragment d'un corps de mandibule droite, trouvée par le doctorant Trinidad de Torres en 1976, l'été où il découvrit l'ancienneté des gisements d'Atapuerca avec l'association spéléologique voisine de Burgos. Malheureusement la stratigraphie n'était pas établie et on ne peut pas retrouver sa position exacte, ce qui empêche de l'associer aux outils et aux datations. Il est bien sûr imaginable qu'elle vienne des couches TN6 à TN8 puisque c'est là qu'on trouve aussi l'essentiel des artéfacts.
On y voit l'alvéole de la molaire M1, M2 et M3 sont encore in situ. Le mur buccal est perdu, les racines des deux molaires sont visibles. L'ossature est large et minéralisée, les fissures sont dues à l'érosion. L'aspect général est plus robuste que les mandibules de la Sima de los Huesos, davantage similaire à Arago13.

### Évolutions techniques de l'outillage

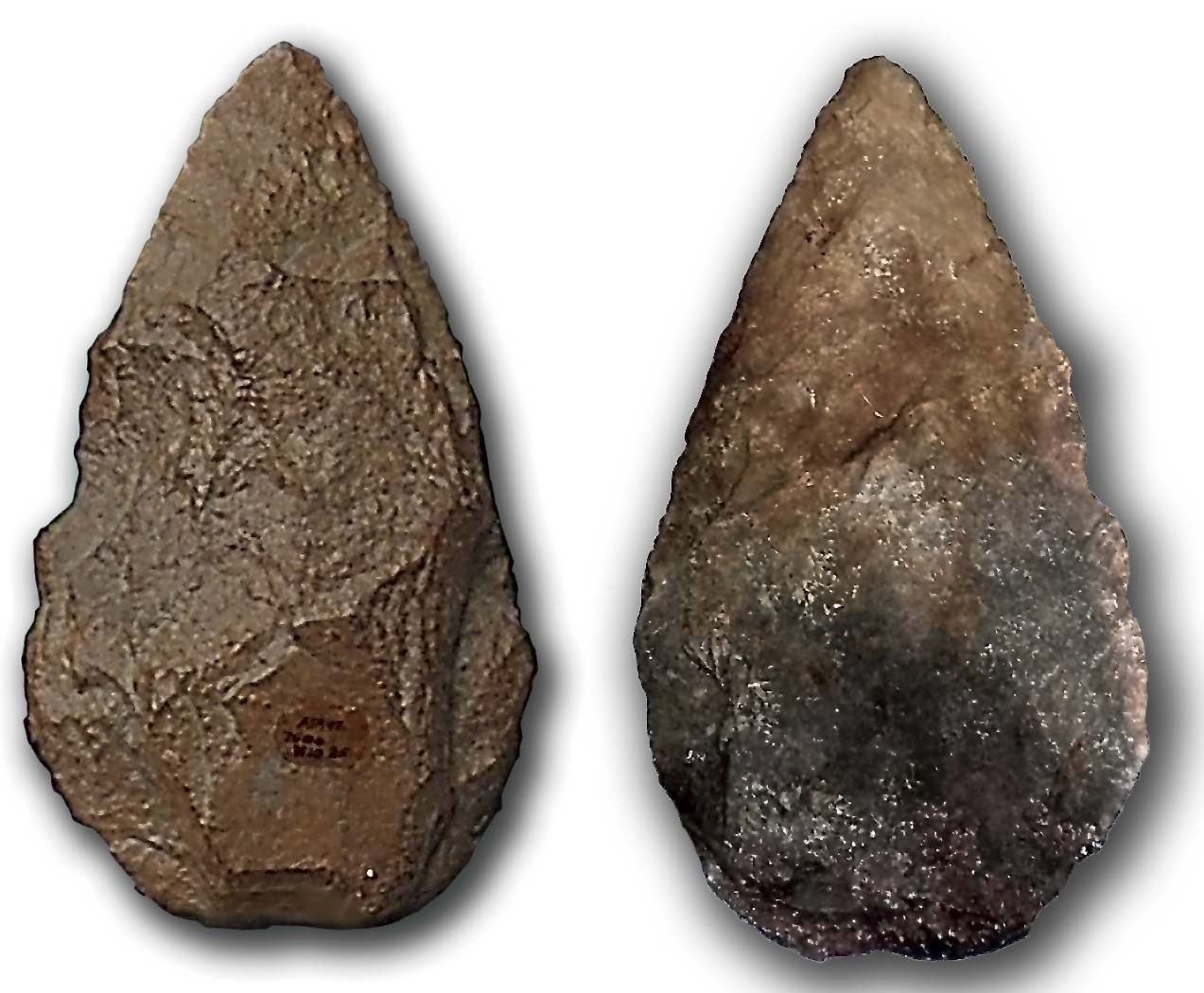
Un biface du niveau GIIb. Il est plus travaillé que ses prédécesseurs de GIIa au point qu'il n'est pas possible d'identifier s'il a été fait depuis un galet ou depuis un éclat. GIIb daterait d'environ 250000 ans.

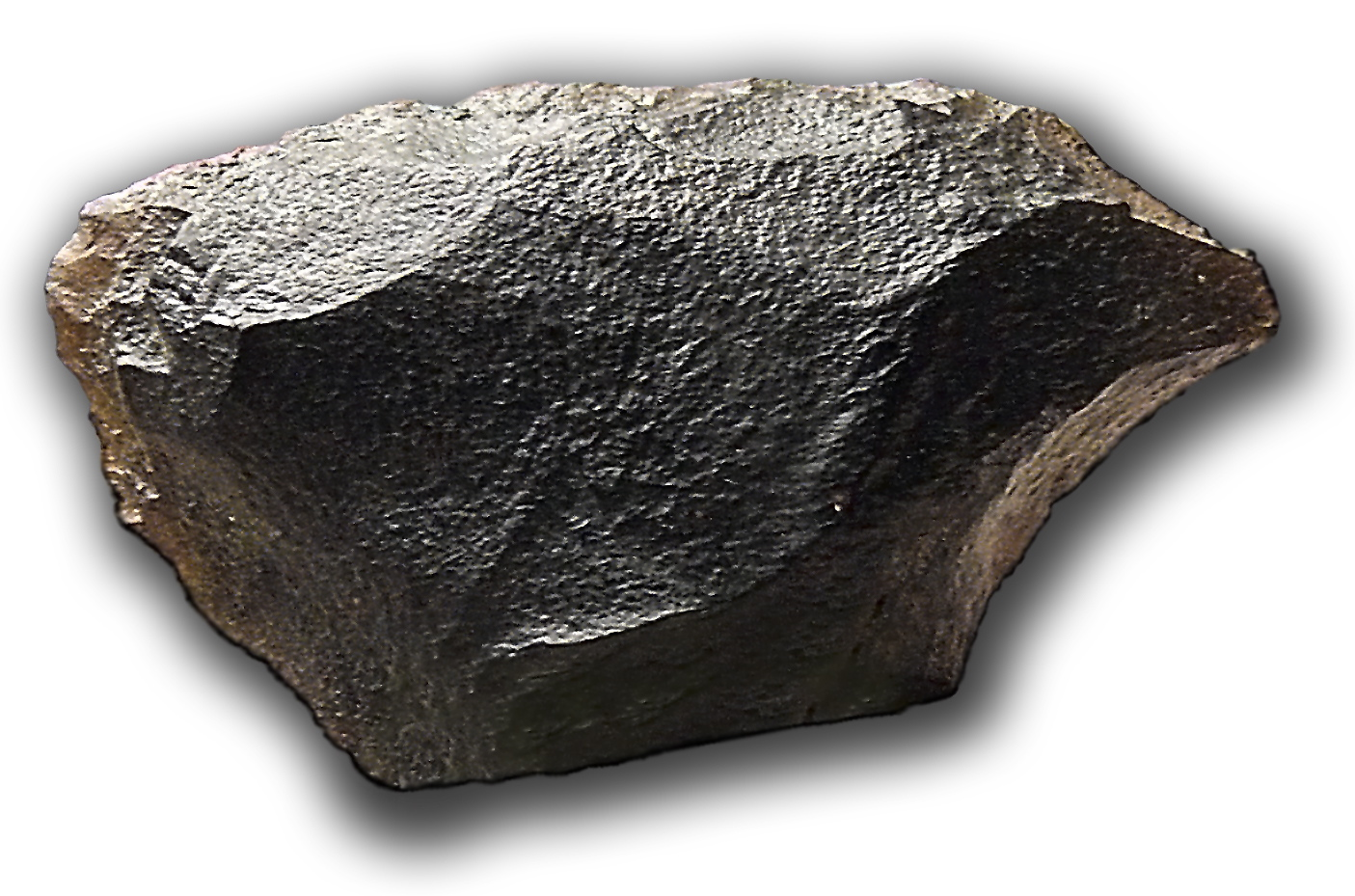
Un racloir du niveau GIIIb.

À l'Acheuléen l'homme se servait d'outils caractéristiques pour dépouiller les chairs. Mais la configuration de la grotte impliquait un transport depuis l'extérieur : non seulement l'apport des outils déjà configurés et fonctionnels, mais aussi le transport des matières premières pour façonner et retoucher les outils nécessaires à l'extraction de la viande. La chaîne opératoire principale consiste à trouver des galets dont on se sert comme percuteurs durs, pour débiter d'autres galets en galets aménagés (technologie de mode 1, oldowayenne), en racloirs voir en éclats ensuite façonnés pour obtenir d'autres outils comme des bifaces (mode 2, acheuléen), d'autant plus soignés avec l'évolution culturelle. 
À Galería on observe surtout deux évolutions, entre les niveaux GIIa et GIIb : le choix de la matière première, et le procédé de fabrication d'un outil. Dans GIIa, les matières choisies sont essentiellement de la quartzite et du silex (en particulier de la chaille du Néogène), et les outils sont la plupart du temps un produit de débitage de galets. Mais dans GIIb, le grès devient prépondérant au détriment de la quartzite, tandis que les outils deviennent non seulement plus gros, mais aussi fabriqués à partir d'éclats, ce qui demande beaucoup plus de matière initiale et donc de capacité à anticiper. De façon générale, une plus grande diversité de matières premières est maîtrisée,.